# Nová Buková

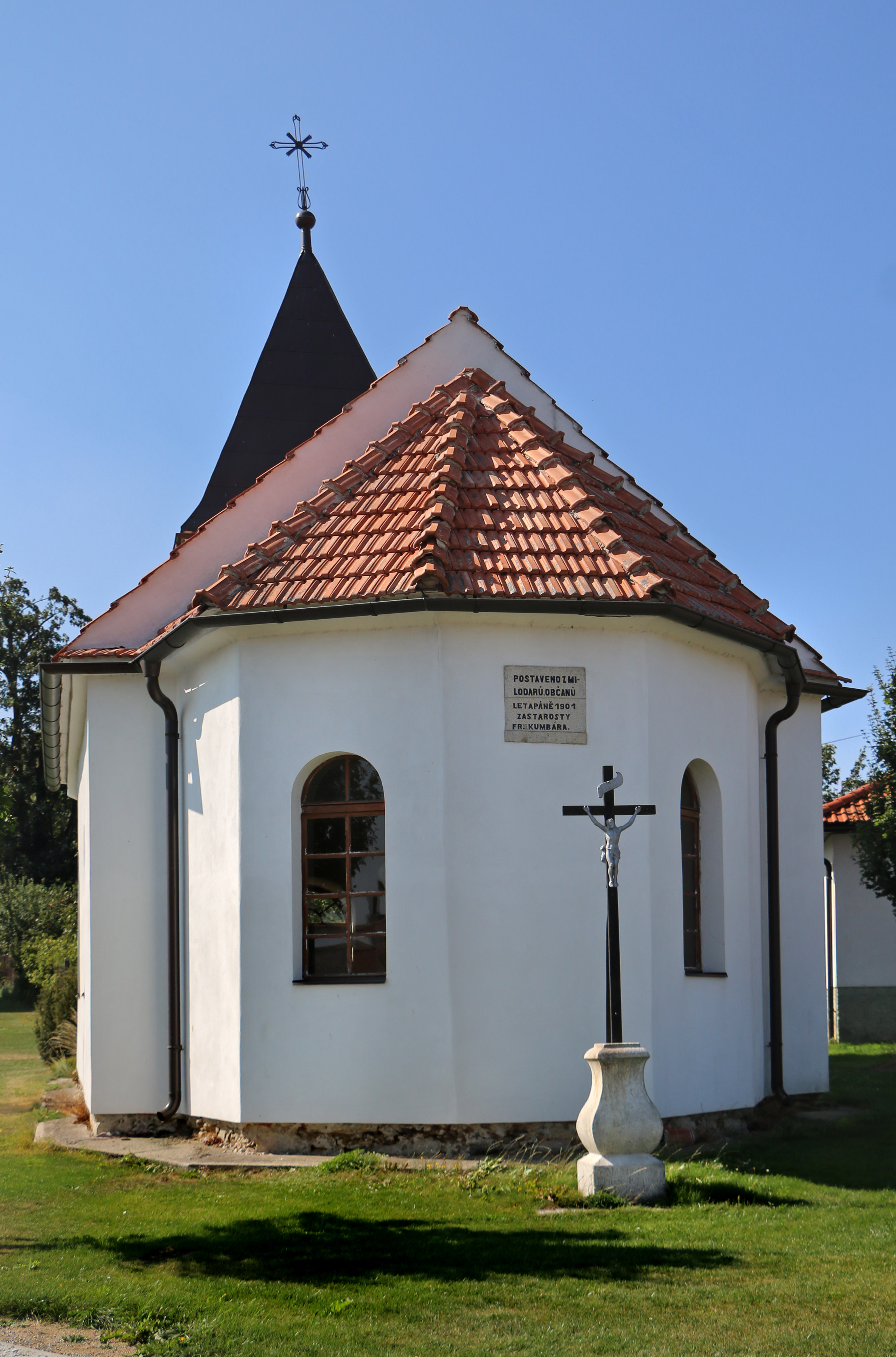
Die Kirche

Nová Buková (deutsch Neubukowa) ist eine Gemeinde in Tschechien. Sie liegt elf Kilometer südöstlich von Pelhřimov und gehört zum Okres Pelhřimov.

## Geographie
Nová Buková befindet sich auf einer Hochfläche am Fuße des Blažkův vrch (717 m) und des Vítkův kopec (706 m) in der Böhmisch-Mährischen Höhe. Das Dorf liegt auf der Europäischen Hauptwasserscheide zwischen Elbe und Donau, welche über den Prachatický les bis zum Křemešník verläuft. In Nová Buková entspringt der Pláňavský potok, der seine Wasser südwärts führt; westlich des Dorfes hat auch der nach Norden abfließende Podlesník seinen Ursprung. Nová Buková liegt an der Eisenbahn von Pelhřimov nach Jindřichův Hradec, die Bahnstation befindet sich im Wald einen Kilometer westlich des Ortes.
Nachbarorte sind Lešov im Norden, Čejkov und Chrástov im Nordosten, Černov im Osten, Horní Cerekev im Südosten, Hříběcí im Süden, Bělá und Josefinská Huť im Südwesten, Rohovka und Benátky im Westen sowie Dobrá Voda im Nordwesten.

## Geschichte
Die erste urkundliche Erwähnung von Nová Buková stammt aus dem Jahre 1203. Bis zum Anfang des 16. Jahrhunderts war Nová Buková ein selbstständiges Gut und wurde dann der Herrschaft Horní Cerekev angeschlossen. Um 1584 wurde die Gutsherrschaft Nová Buková wieder losgelöst und der Besitzer Arnošt Leskovec ließ 1590 eine Feste errichten. 1692 wurde Nová Buková erneut der Herrschaft Horní Cerekev zugeschlagen und blieb ihr bis zur Ablösung der Patrimonialherrschaften zugehörig.
1850 entstand die Gemeinde Nová Buková, die 1975 an Horní Cerekev angeschlossen wurde. Seit 1992 ist Nová Buková wieder eine Gemeinde.

## Gemeindegliederung
Für die Gemeinde Nová Buková sind keine Ortsteile ausgewiesen.

## Sehenswürdigkeiten
- Kapelle am Dorfplatz, erbaut 1901
- Steinernes Marterl am Ortsausgang nach Horní Cerekev